# Municipio de Wisharts
El municipio de Wisharts (en inglés: Wisharts Township) es un municipio ubicado en el  condado de Robeson en el estado estadounidense de Carolina del Norte. 

## Geografía
El municipio de Wisharts se encuentra ubicado en las coordenadas 34°34′48.91″N 78°54′1.76″O / 34.5802528, -78.9004889.